# Тормозные испытания
Тормозные испытания — включают проверку механической, пневматической и электрической (при её наличии) частей тормозов подвижного состава. Тормозные испытания проводятся в специализированных лабораториях предприятий-изготовителей, на опытных полигонах, в тормозоиспытательных вагонах-лабораториях, а также в реальных поездах различной длины при использовании различных локомотивов.

## Испытательные стенды
Для проведения тормозных испытаний служат специальные стенды, устройства и аппаратура. На инерционных стендах испытывают фрикционный узел тормозной системы, на вибростендах — тормозную рычажную передачу и авторегуляторы тормозов, на индивидуальных и групповых стендах ведут проверку пневматических и электропневматических приборов.

## Поездные испытания
Поездные испытания проводятся в тормозоизмерительных вагонах-лабораториях при движении поезда на специально отведённых участках (например, на испытательном кольце в Щербинке) или на эксплуатируемых линиях железных дорог с различными уклонами пути.
Поездные испытания тормозов подразделяются на опытные поездки трех родов:
- опытные поездки первого рода предназначены для испытаний новой и модернизированной тормозной техники, разработки, уточнения и проверки нормативов и правил эксплуатации тормозов
- опытные поездки второго рода предназначены для разработки инструктивных указаний с учетом местных условий по управлению тормозами, проверке их действия и правилам эксплуатации на основе общесетевых инструкций
- опытные поездки третьего рода осуществляются для контроля за соблюдением правил управления тормозами, состоянием тормозного оборудования на подвижном составе, обобщения и распространения передового опыта. Опытные поездки проводят систематически не реже одного раза в три месяца по всем основным линиям дороги по утвержденному начальником дороги графику с использованием дорожного тормозоиспытательного вагона.

## Эксплуатационные испытания
Эксплуатационные испытания проводятся в процессе эксплуатации подвижного состава в различных климатических условиях в целях выявления надёжности действия тормозного оборудования в реальных условиях.

## Контролируемые параметры
В ходе испытаний определяют:
- тормозной путь
- продольно-динамические усилия в определённых условиях эксплуатации
- неистощимость тормозов при повторных торможениях на спусках
- износ фрикционных материалов тормозных колодок и дисков, а также их взаимодействие с колёсами